# ام‌وی کویینالت
ام‌وی کویینالت (به انگلیسی: MV Quinault) یک کشتی بود که طول آن ۲۵۶ فوت (۷۸ متر) بود. این کشتی در سال ۱۹۲۷ ساخته شد.